# Xavier Naidoo
Xavier Kurt Naidoo (* 2. říjen 1971, Mannheim, Německo) je jedním z nejúspěšnějších německých soulových zpěváků současnosti. Zároveň je i textařem, jeho písně mívají často náboženský, křesťanský motiv.

## Biografie

### Rodina, dětství
Narodil se 2. října roku 1971 v německém Mannheimu rodičům pocházejícím z Jihoafrické republiky. Jeho matka byla arabského původu, otec německo-indického. V důsledku tmavší barvy pleti se v mládí setkával s rasistickými útoky na svoji osobu.
Hudbě se věnoval již od raného dětství - účinkoval v kostelním sboru a ve skupině Just 4 Music.

### Počátek kariéry
V roce 1992 Xavier přerušil učení se na kuchaře, aby mohl odcestovat do USA, kde měl příležitost vystupovat a také nahrát sólové album. To bylo vydáno roku 1993 pod názvem Seeing is Believing, avšak Xavier nebyl spokojen s jednáním nahrávací firmy, a tak se vrátil zpět do Německa.

### Úspěchy v Německu
Po návratu do rodné země si Xavierova talentu povšiml hudební producent Moses Pelham, jenž se rozhodl angažovat jej ve svém Rödelheim Hartreim Projektu jako zpěváka. Z RHP vznikl později label 3p (Pelham Power Production), pod nímž vydávala svá alba i rapperka Sabrina Setlur a s níž Xavier nahrál singly Freisein a skladbu ze soundtracku k thrilleru Anatomie, Alles. Pod tímto labelem bylo vydáno roku 1998 i jeho první německé sólové album Nicht von dieser Welt, se singly 20 000 Meilen, Nicht von dieser Welt, Führ mich ans Licht. Píseň Sie sieht mich nicht se nachází i na soundtracku k filmu Asterix a Obelix.

### Die Söhne Mannheims
V roce 1995 se Xavier rozhodl založit vlastní skupinu a spolu s několika svými přáteli tento nápad uskutečnil. Název kapela získala podle města, v němž se většina členů narodila nebo zde momentálně žila. Xavier plánoval i založení labelu Söhne Mannheims, což bylo proti vůli Mosesi Pelhamovi, důsledkem byl odchod Xaviera od 3p.
Po dlouhých přípravách vydali Söhne Mannheims v roce 2000 své první album Zion, se singly Geh davon aus, Dein Glück liegt mir am Herzen aj.

### 2002 - současnost
Během pauzy Söhne Mannheims pracoval Xavier na dalším sólovém albu, jež vyšlo roku 2002 - Zwischenspiel/Alles für den Herrn a singly Bevor du gehst, Wo wilst du hin a Abschied nehmen.
Ve spolupráci s americkým rapperem RZA (člen Wu-Tang Clanu) nazpíval v roce 2003 mimořádně úspěšný singl Ich kenne nichts (v anglické verzi I've never seen). Skladba byla vydána na albu The World according to RZA.
V témže roce se opět sešli členové Söhne Mannheims a v červnu 2004 následovalo album Noiz a singly Vielleicht, Dein Leben, Und wenn ein Lied a Wenn du schläfst.
Roku 2005 vyšlo sólové album Xaviera Naidoo s názvem Telegramm für X. Součástí byly singly Dieser Weg, Bist du am Leben interessiert?, Zeilen aus Gold a Was wir alleine nicht schaffen. Xavier též napsal a nazpíval píseň Danke jako poděkování národnímu fotbalovému týmu Německa za 3. místo na Světovém fotbalovém šampionátu 2006.
Společně se Söhne Mannheims se v roce 2008 podílel na koncertě Xavier Naidoo vs. Söhne Mannheims : Wettsingen in Schwetzingen v rámci série MTV Unplugged.
Rok 2009 se pro Xaviera nesl ve znamení množství nových alb: dlouho očekávaná 3. studiová kompilace Söhne Mannheims IZ ON spatřila světlo světa v červenci; počátkem října bylo vydáno Xavierovo sólové trojalbum Alles kann besser werden. Titul sestává z tematicky oddělených částí, ve svých textech se mimo jiné zabývá otázkou německé politiky i mezinárodními vztahy.
Xavier se účastní také mnohých charitativních akcí a projektů bojujících proti rasismu. Příkladem může být německý hudební antirasistický projekt Brothers keepers a jejich alba Lichtkultur (2001) a Am I Brother's keeper? (2005). Spolupracuje i se skupinou Zeichen der Zeit, která sdružuje německé věřící interprety, alba: Zeichen der Zeit (2004) a David Generation (2006).

## Diskografie
- Alles kann besser werden (2009)
- Wettsingen in Schwetzingen (2008)
- Telegramm für X (2005)
- Zwischenspiel/Alles für den Herrn (2002)
- Nicht von dieser Welt (1998)
- Seeing is Believing (1993)

## Filmografie
- Auf Herz und Nieren (2001)
- Místo činu, epizoda Malá svědkyně (Tatort: Die kleine Zeugin, 2000)